# Cordylus tropidosternum
Espèce
Synonymes
- Zonurus tropidosternum Cope, 1869
- Zonurus frenatus Pfeffer 1889
- Zonurus parkeri Cott 1934

Statut CITES
Cordylus tropidosternum est une espèce de sauriens de la famille des Cordylidae.

## Répartition
Cette espèce se rencontre au Zimbabwe, au Mozambique, au Malawi, en Zambie, dans le sud du Congo-Kinshasa, en Tanzanie et au Kenya.

## Description

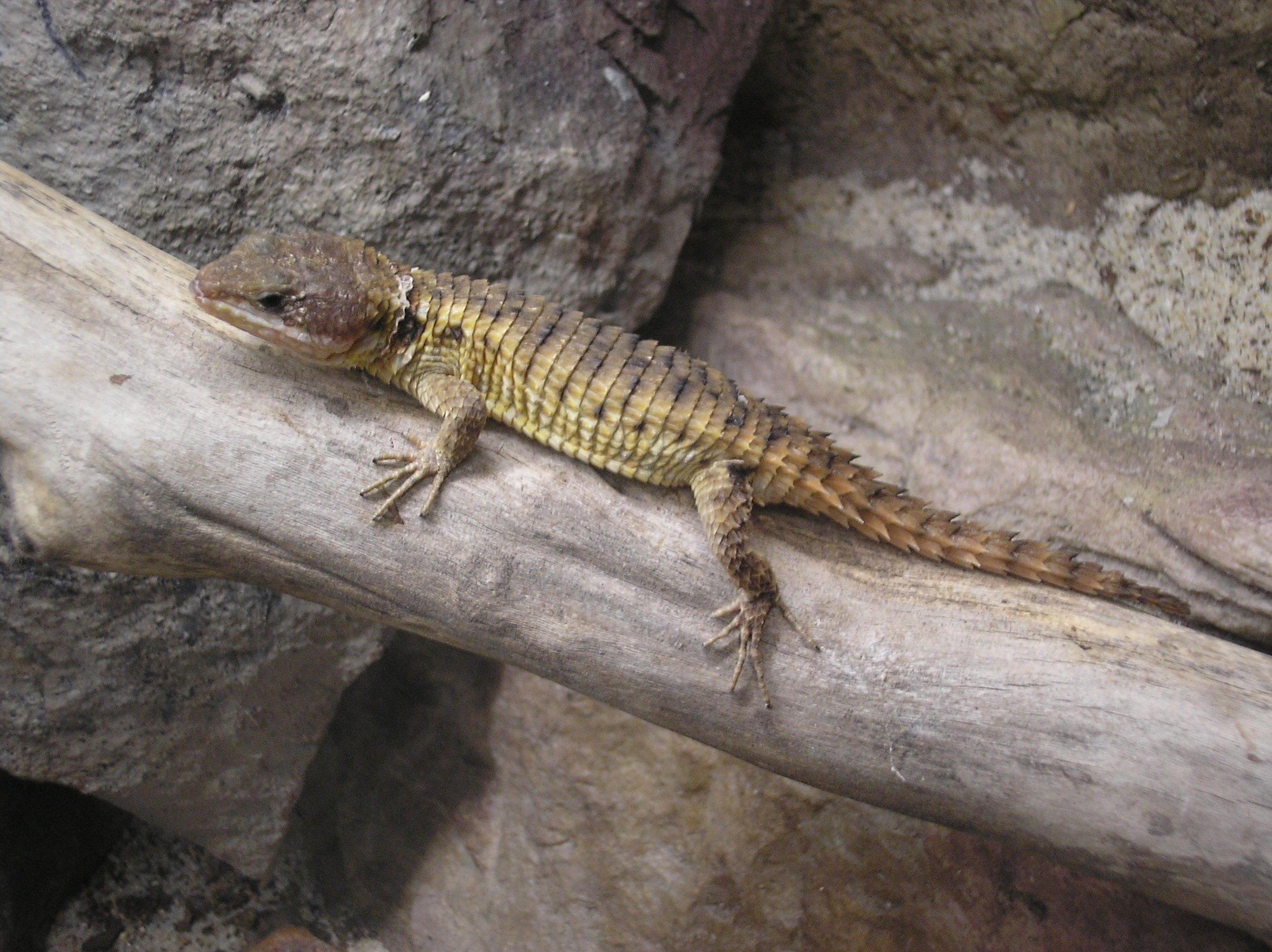
Cordylus tropidosternum

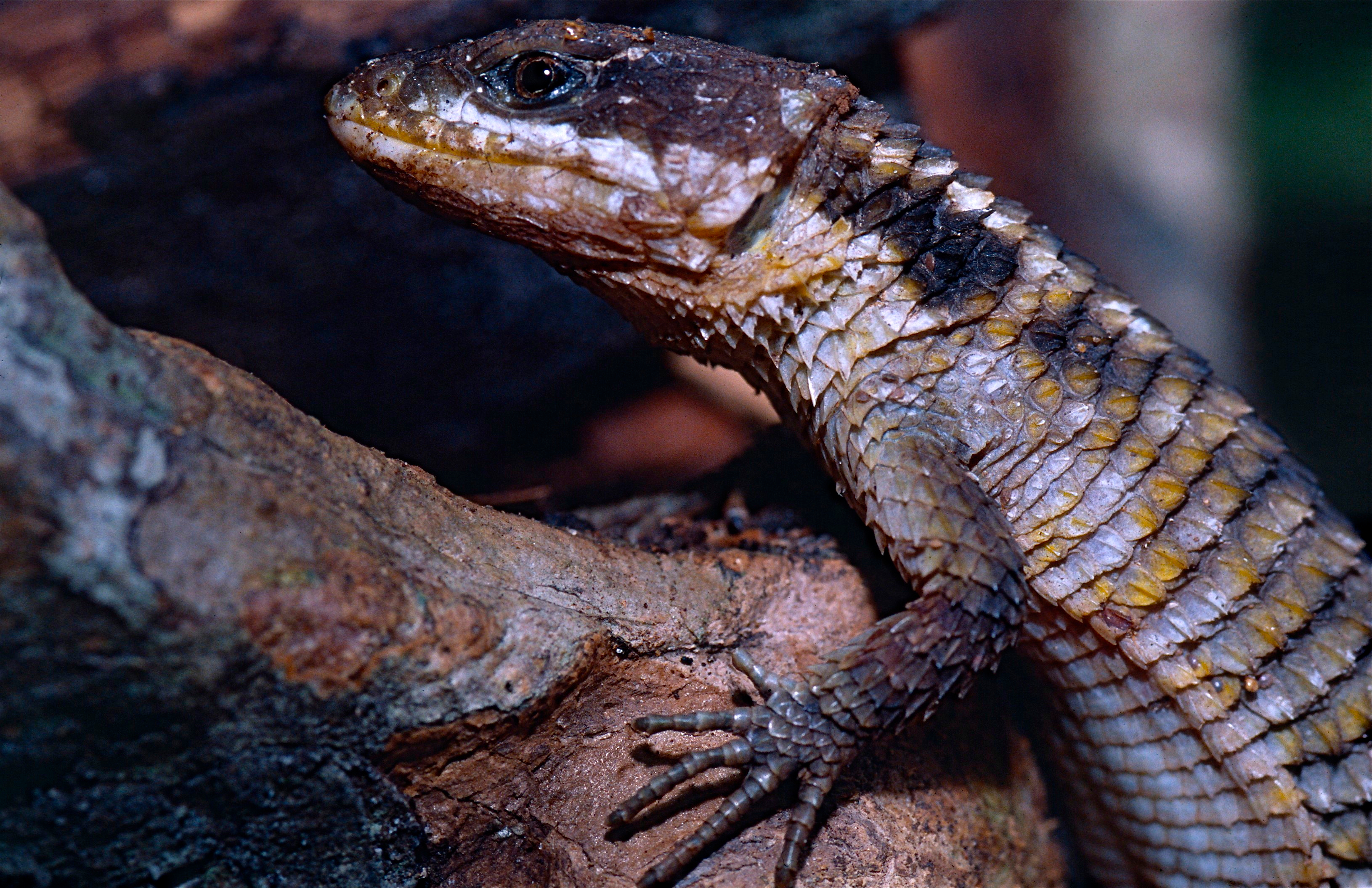
Détail de la tête (Arabuko Sokoke, Kenya)

Ce lézard est ovovivipare. Il est diurne et vit dans les zones forestières sèches de l'est de l'Afrique, et c'est un bon grimpeur. Il peut atteindre 20 centimètres, et les mâles présentent une tête plus grosse que celle des femelles. Il se nourrit de divers insectes et autres arthropodes.

## Publication originale
- Cope, 1870 "1869" : Seventh Contribution to the Herpetology of Tropical America. Proceedings of the American Philosophical Society, vol. 11, p. 147-169 (texte intégral).